# Campionato danese femminile di calcio
Il campionato danese femminile di calcio, indicato in lingua danese Danmarksturneringen i kvindefodbold (precedentemente Kvinde-DM), è posto sotto l'egida della Dansk Boldspil Union (DBU), la federazione calcistica della Danimarca. Il sistema calcistico danese consiste in una serie di leghe legate tra di loro gerarchicamente tramite promozioni e retrocessioni. Al vertice del sistema calcistico danese c'è l'Elitedivisionen, massima divisione nota anche come Gjensidige Kvindeliga, e precedentemente 3F Ligaen, composta di otto squadre.

## Storia
La Dansk Boldspil Union ha rilevato la gestione del campionato danese femminile di calcio dalla Dansk Kvinde Fodbold Union (federcalcio femminile danese) nel 1972, quando il calcio femminile è stato incluso nel calcio. Il primo torneo ufficiale, che si svolse come un torneo ad eliminazione diretta tra i vincitori dei tornei locali, vide primeggiare la squadra del Ribe Boldklub, diventata la prima campionessa di Danimarca battendo in finale le rivali del Boldklubben "Stjernen" per 1-0.
Nel 1975 il campionato danese si svolse come un torneo diviso in due gironi, il gruppo orientale e quello occidentale, e per la prima volta vinse una squadra con sede ad est del Grande Belt, con il BK Femina che ottenne il titolo sconfiggendo il Ribe 4-0 in casa e 1-0 in trasferta.
Nel 1981 vide la luce il primo Danmarksmesterskab femminile e per la prima volta una squadra dell'isola di Fionia poté vantare il titolo, quando il B 1909 di Odense vinse il torneo con un vantaggio di cinque punti sul Femina.

## Evoluzione della struttura del campionato danese
Il torneo danese è composto (dalla stagione 2011-2012) da due livelli da 20 squadre e alcune serie sottostanti, tutte amministrate dalla DBU. Una stagione per le divisioni e le serie di base inizia a fine estate per proseguire in autunno (approssimativamente dal 1º luglio al 31 dicembre) e termina in primavera (1º gennaio - 30 giugno) dell'anno successivo, con le squadre che giocano l'una contro l'altra un determinato numero di volte. Il sistema di punteggi assegna alla vittoria 3 punti, 1 punto per ogni pareggio mentre una sconfitta dà 0 punti. La squadra con il maggior numero di punti alla fine della stagione vince la serie.

## Struttura
La struttura del campionato danese dalla stagione è la seguente:
| Livello | Livello | Divisione                                         | Divisione                                         | Divisione                                         | Divisione                                         | Divisione                                         | Divisione                                         | Divisione                                         | Divisione                                         | Divisione                                         | Divisione                                         | Divisione                                         | Divisione                                         |
| ------- | ------- | ------------------------------------------------- | ------------------------------------------------- | ------------------------------------------------- | ------------------------------------------------- | ------------------------------------------------- | ------------------------------------------------- | ------------------------------------------------- | ------------------------------------------------- | ------------------------------------------------- | ------------------------------------------------- | ------------------------------------------------- | ------------------------------------------------- |
| I       | I       | Elitedivisionen – Gjensidige Kvindeliga 8 squadre | Elitedivisionen – Gjensidige Kvindeliga 8 squadre | Elitedivisionen – Gjensidige Kvindeliga 8 squadre | Elitedivisionen – Gjensidige Kvindeliga 8 squadre | Elitedivisionen – Gjensidige Kvindeliga 8 squadre | Elitedivisionen – Gjensidige Kvindeliga 8 squadre | Elitedivisionen – Gjensidige Kvindeliga 8 squadre | Elitedivisionen – Gjensidige Kvindeliga 8 squadre | Elitedivisionen – Gjensidige Kvindeliga 8 squadre | Elitedivisionen – Gjensidige Kvindeliga 8 squadre | Elitedivisionen – Gjensidige Kvindeliga 8 squadre | Elitedivisionen – Gjensidige Kvindeliga 8 squadre |
| II      | II      | Kvinde 1. division 10 squadre                     | Kvinde 1. division 10 squadre                     | Kvinde 1. division 10 squadre                     | Kvinde 1. division 10 squadre                     | Kvinde 1. division 10 squadre                     | Kvinde 1. division 10 squadre                     | Kvinde 1. division 10 squadre                     | Kvinde 1. division 10 squadre                     | Kvinde 1. division 10 squadre                     | Kvinde 1. division 10 squadre                     | Kvinde 1. division 10 squadre                     | Kvinde 1. division 10 squadre                     |
| III     | III     | Kvinde-Danmarksserien, Pulje 1 8 squadre          | Kvinde-Danmarksserien, Pulje 1 8 squadre          | Kvinde-Danmarksserien, Pulje 1 8 squadre          | Kvinde-Danmarksserien, Pulje 1 8 squadre          | Kvinde-Danmarksserien, Pulje 1 8 squadre          | Kvinde-Danmarksserien, Pulje 1 8 squadre          | Kvinde-Danmarksserien, Pulje 2 8 squadre          | Kvinde-Danmarksserien, Pulje 2 8 squadre          | Kvinde-Danmarksserien, Pulje 2 8 squadre          | Kvinde-Danmarksserien, Pulje 2 8 squadre          | Kvinde-Danmarksserien, Pulje 2 8 squadre          | Kvinde-Danmarksserien, Pulje 2 8 squadre          |
| IV      | IV      | Kvinde Bornholmsserien 10 squadre                 | Kvinde Bornholmsserien 10 squadre                 | Kvinde Fynsserien 7 squadre                       | Kvinde Fynsserien 7 squadre                       | Kvinde Jyllandsserien due gironi da 8 squadre     | Kvinde Jyllandsserien due gironi da 8 squadre     | Kvinde Københavnsserien 12 squadre                | Kvinde Københavnsserien 12 squadre                | Kvinde Lolland-Falstersserien 6 squadre           | Kvinde Lolland-Falstersserien 6 squadre           | Kvinde Sjællandsserien 12 squadre                 | Kvinde Sjællandsserien 12 squadre                 |

### Elitedivisionen (Gjensidige Ligaen)
10 squadre si incontrano due volte (in trasferta e in casa) nella prima parte di stagione in una partita base, dopodiché la serie si articola nel mese di maggio. Le quattro squadre meglio piazzate nel gioco base si incontrano successivamente altre due volte (in trasferta e in casa) in una partita finale, dove la migliore squadra della serie viene nominata campione di Danimarca e riceve la medaglia d'oro, mentre la seconda e la terza migliore squadra ricevono rispettivamente medaglie d'argento e di bronzo. La campionessa di Danimarca si qualifica anche per la fase a gironi della UEFA Women's Champions League della successiva stagione. Le sei squadre dal piazzamento peggiore continuano in una partita di qualificazione con un totale di cinque partite per continuare a disputare l'Elitedivision nella stagione successiva. Le due squadre con le peggiori posizioni retrocedono in Kvinde 1. division.